# Sayō
Sayō (佐用町?) è una cittadina giapponese della prefettura di Hyōgo.